# Xuthodes divergens
Xuthodes divergens là một loài bọ cánh cứng trong họ Cerambycidae.